# كينيث كينيدي
كينيث كينيدي (بالإنجليزية: Kenneth Kennedy)‏ هو لاعب هوكي الجليد أسترالي، ولد في 6 سبتمبر 1913 في سيدني في أستراليا، وتوفي بنفس المكان في 20 أغسطس 1985.

## وصلات خارجية
- كينيث كينيدي على موقع SpeedSkatingBase.eu (الإنجليزية)
- كينيث كينيدي على موقع SpeedSkatingNews.info (الإنجليزية)
- كينيث كينيدي على موقع SpeedSkatingStats.com (الإنجليزية)
- كينيث كينيدي على موقع اللجنة الأولمبية الدولية (الإنجليزية)
- كينيث كينيدي على موقع أوليمبيديا (الإنجليزية)
- كينيث كينيدي على موقع اللجنة الأولمبية الأسترالية (الإنجليزية)
- كينيث كينيدي على موقع قاعة أستراليا للمشاهير الرياضية (الإنجليزية)